# Дарвіно
Да́рвіно (рос. Дарвино, башк. Дарвин) — присілок у складі Туймазинського району Башкортостану, Росія. Входить до складу Тюменяківської сільської ради.
Населення — 138 осіб (2010; 101 у 2002).
Національний склад:
- чуваші — 57 %